# Tatort: Der Mann auf dem Hochsitz
Der Mann auf dem Hochsitz ist eine Folge der ARD-Krimireihe Tatort. Die vom Südwestfunk (SWF) unter der Regie von Erich Neureuther produzierte Episode wurde als 84. Tatort-Folge am 29. Januar 1978 in der ARD ausgestrahlt. Es ist der erste Fall mit Kommissarin Buchmüller.

## Handlung
Der bei einem Autohändler angestellte Friedrich Löbert ist Hobbyjäger und wird von einem Schuss getroffen, als er gerade seinen Hochsitz besteigt. Ein Jagdfreund findet Löbert rechtzeitig, sodass dieser ärztlich versorgt werden kann und überlebt. Kommissarin Buchmüller soll das Attentat aufklären und untersucht den Tatort. Ein Polizist findet im Gebüsch einen Abschiedsbrief, und da ein Schuss aus Löberts Gewehr das Dach des Hochsitzes durchdrungen hat, liegt nahe, dass er sich sehr wahrscheinlich selbst erschießen wollte. Bei seiner Befragung im Krankenhaus gibt Löbert an, ein maskierter Mann habe ihm auf dem Hochsitz aufgelauert, ihm das Gewehr entrissen und auf ihn geschossen. Auch habe er ihn gezwungen den Abschiedsbrief zu schreiben. Doch trotz Maske habe er ihn an seinem Akzent erkannt und es sei Enzo Turiddu gewesen, mit dem er in letzter Zeit öfter Streit hatte.
Für Buchmüller klingt das alles recht seltsam und sie lässt den Italiener von Kriminalmeister Lamm überprüfen. Dieser ist ein unbescholtener Bürger, der gerade dabei ist die deutsche Staatsbürgerschaft zu erlangen, sodass er sich keine derartigen Eskapaden erlauben würde. Dessen ist sich Kommissarin Buchmüller bewusst und fragt Turiddu, was Löbert für einen Anlass haben könnte, ihn derart zu belasten. Der einzige Grund, der Turiddu einfällt ist die Tatsache, dass er eine Helga Schumann gut kennt, mit der Löbert ein Verhältnis hat. Buchmüller geht dem nach und erfährt, dass sie in Kürze Geschäftsführerin in dem Autohaus werden soll, in welchem Löbert schon jahrelang arbeitet. Da er sich selber Hoffnung auf diesen Posten gemacht hat, ist dies eine sehr kränkende Erfahrung für den ehrgeizigen Mann.
Enzo Turiddu gerät aufgrund der Anschuldigungen immer mehr in Bedrängnis. Nicht nur, dass sein Antrag auf Einbürgerung abgelehnt wird, er gerät aufgrund eines Missverständnisses unter Verdacht eine Straftat begangen zu haben. Unter diesen Umständen scheint er zu resignieren und sieht seinen Traum von einem eigenen Schiff immer mehr zerplatzen. Nachdem Turiddu auf dem Motorschiff, das er schon seit Wochen kaufen wollte, mit einer Kohlenstoffmonoxidvergiftung aufgefunden wird, sieht es zwar nach Selbstmord aus, doch ist mit ihm auch die Maklerin Helga Schumann gestorben, mit der er den Kauf des Schiffes besprechen wollte. Die Einleitung des Gases in die Kajüte durch eine Manipulation im Motorraum ist offensichtlich und Buchmüller ist klar, dass nur Löbert dahinterstecken kann. Sie stellt ihn zur Rede und er sagt niedergeschlagen: „Mich wollte ich umbringen. Mich.“ Buchmüllers Antwort: „Ja, anfangs.“ Löbert wird daraufhin festgenommen.

## Hintergrund
Kriminalmeister Mewes wird in dieser Folge von Peter Nassauer gespielt und Kriminalmeister Lamm von Jörg Fallheier. In Buchmüllers nächsten beiden Fällen wurden die Rollen mit Dieter Ohlendiek (Lamm) und Henry van Lyck (Mewes) besetzt. Kommissar Konrad (Klaus Höhne) hat in dieser Folge einen Gastauftritt.

## Rezeption

### Einschaltquote
Die Folge erreichte bei ihrer Ausstrahlung am 29. Januar 1978 eine Einschaltquote von 66,00 Prozent.

### Kritik
Die Kritiker der Fernsehzeitschrift TV Spielfilm sind der Meinung: „Ein lahmer Fall mit frecher Kommissarin.“